# Мости (Ніжинський район)
Мости́ —  село в Україні,  у Батуринській територіальній громаді Ніжинського району Чернігівської області.
Розташоване на автостраді Київ - Москва E101М02, за 3 кілометри від села Матіївка. 
Населення 57 чоловік (2001 рік).

## Історія
Населений пункт з'явився в другій половині XIX ст. і складався з кількох хуторів. На кінець XIX ст. в хуторі Мости проживало 104 чоловіки. За місцевою легендою, хутір Мости дістав свою назву за те, що був заснований у низинній болотистій місцевості й для того, щоб цю місцевість перетнути, було збудовано сім чи дев'ять мостів.
12 червня 2020 року, відповідно до розпорядження Кабінету Міністрів України № 730-р «Про визначення адміністративних центрів та затвердження територій територіальних громад Чернігівської області», увійшло до складу Батуринської міської громади.
19 липня 2020 року, в результаті адміністративно-територіальної реформи та ліквідації Бахмацького району, село увійшло до складу Ніжинського району Чернігівської області.

## Населення

### Мова
Розподіл населення за рідною мовою за даними перепису 2001 року:
| Мова       | Кількість | Відсоток |
| ---------- | --------- | -------- |
| українська | 55        | 98.21%   |
| російська  | 1         | 1.79%    |
| Усього     | 56        | 100%     |

## Постаті

### Поховані
- Маслак Артем Вікторович (1992—2024) — молодший сержант Збройних сил України, учасник російсько-української війни.